# قائمة المواقع الأثرية في تونس

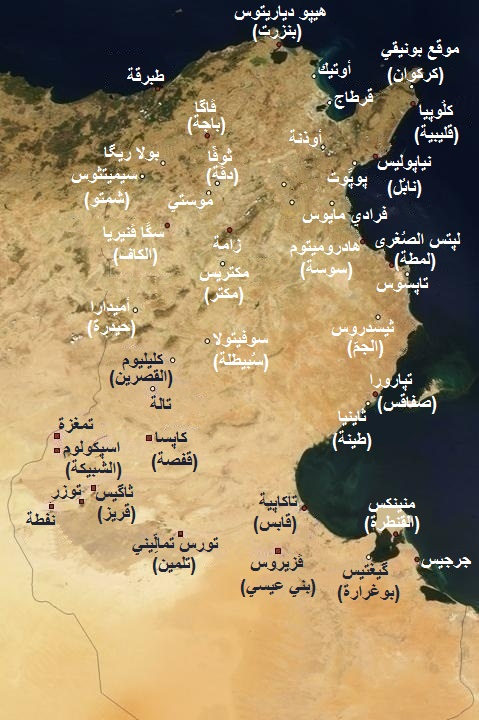
توزع مدن تونس الأثرية

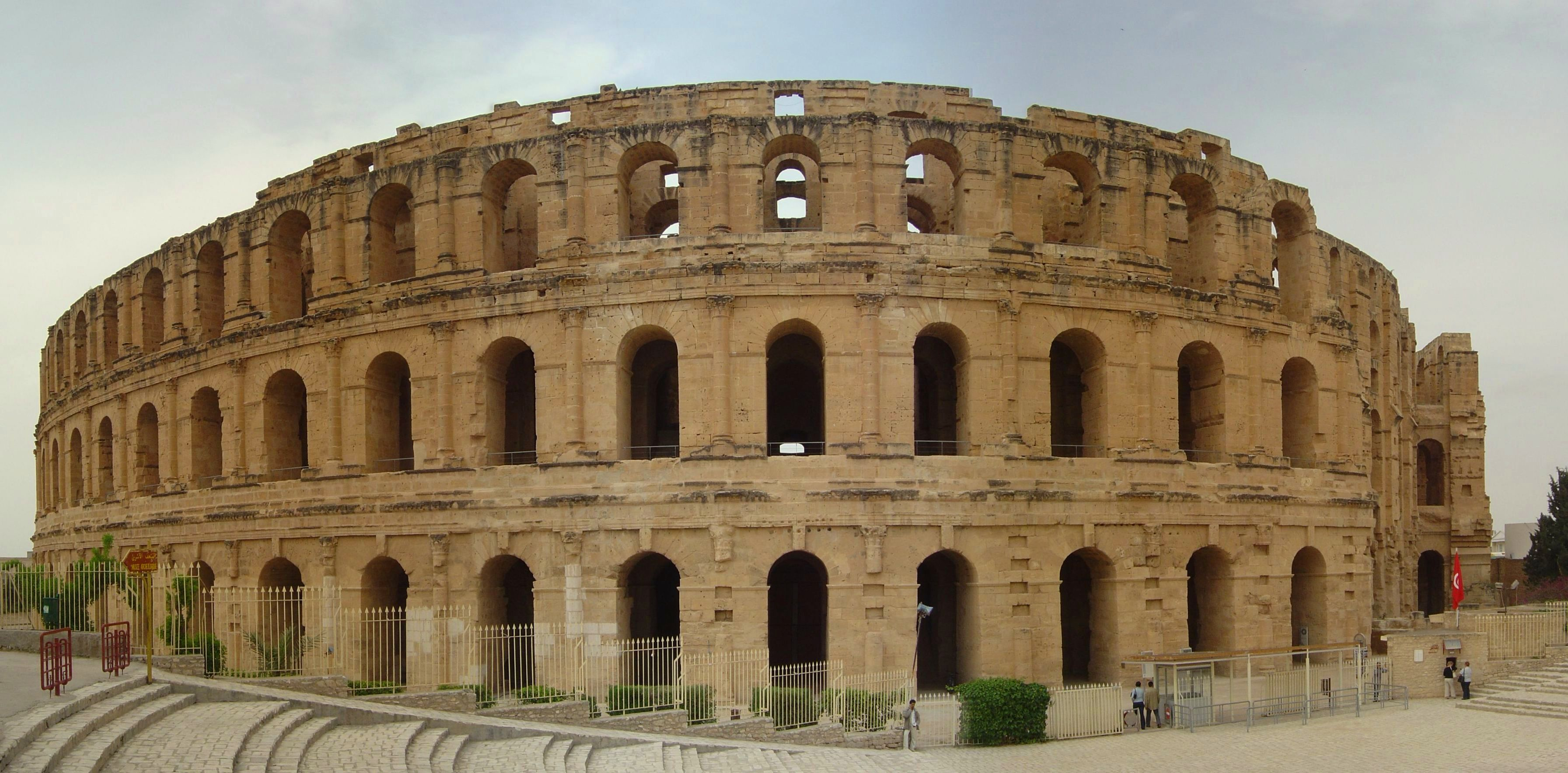
قصر الجمّ

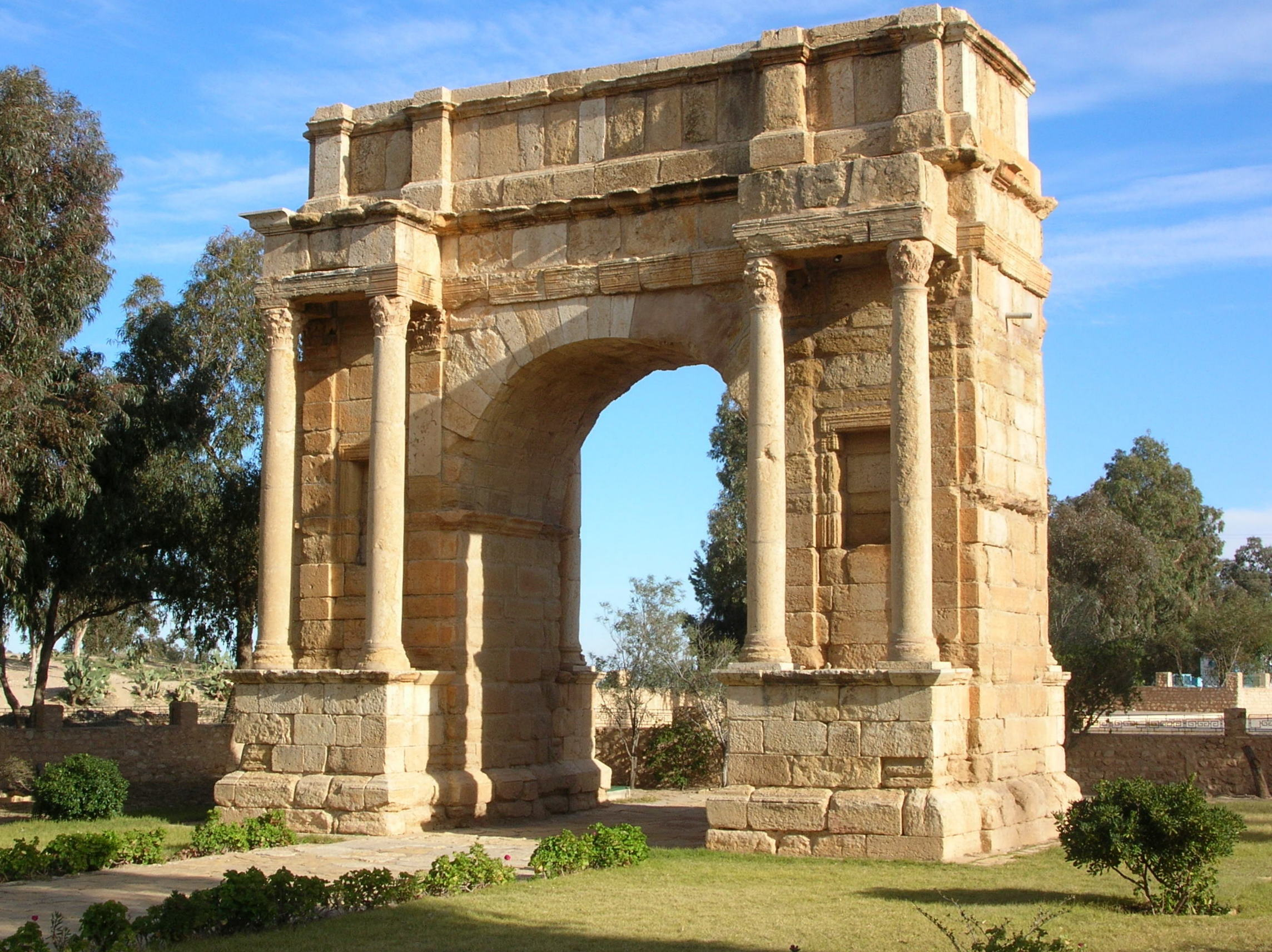
قوس دقلديانوس بسبيطلة.

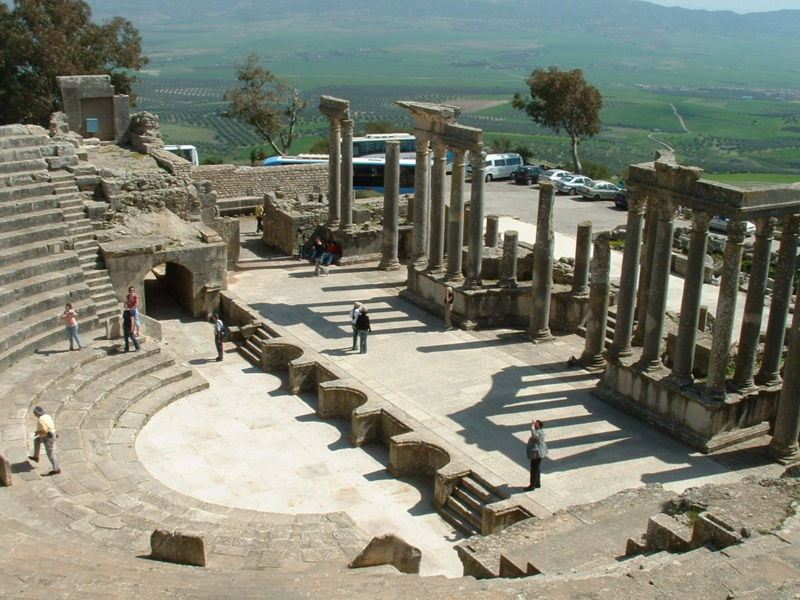
مسرح دقة الأثري

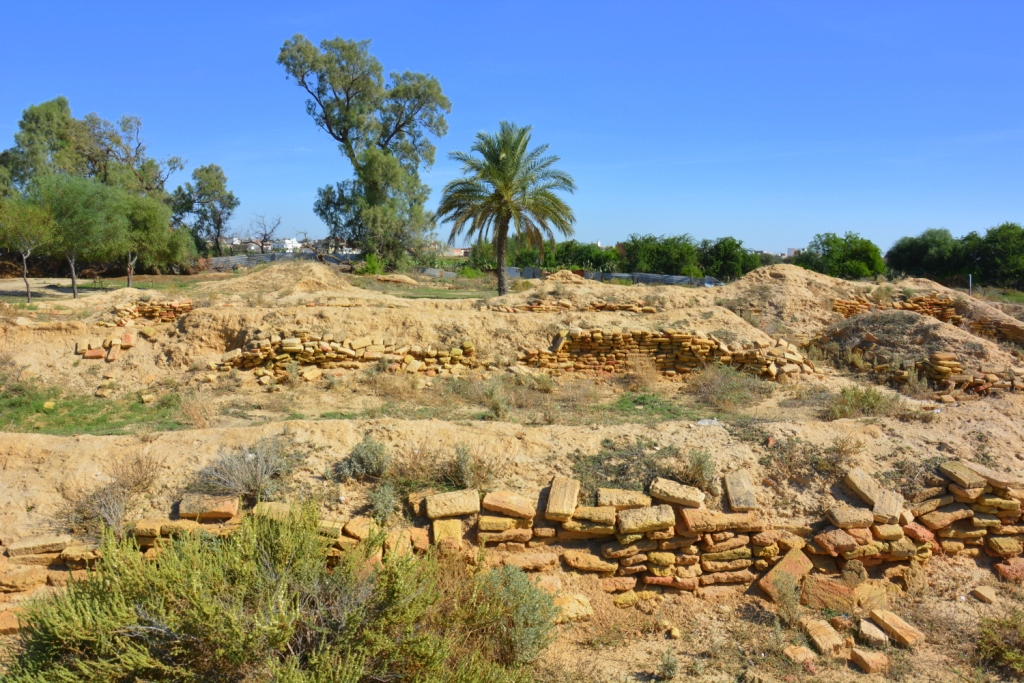
بقايا قصر المنصور بالله الفاطمي بموقع المنصورية الأثري

هذه قائمة بالموقع الأثرية المتواجدة في تونس.
- أقولا
- أوتيك
- أوذنة
- بولا ريجيا
- تابسوس
- جكتيس
- حيدرة
- دقة
- زامة
- زنفور
- سبيبة
- سبيطلة
- سلقطة
- شيلوس
- شمتو
- توبورنيكا
- توبربو ماجوس
- طينة
- عنقة
- عين طنقة
- فيرادي ماجوس
- لمطة
- قرطاج
- قصر الجمّ
- كركوان
- مكثر
- موستي
- مينانكس
- تلابت
- تابسوس
- المنصورية[1][2]
- يونقة